# Navàs
Navàs – gmina w Hiszpanii, w prowincji Barcelona, w Katalonii, o powierzchni 80,76 km². W 2011 roku gmina liczyła 6145 mieszkańców.